# Список послов СССР и России в Руанде
В статье представлен список послов СССР и России в Руанде.
- 17 октября 1963 г. — установление дипломатических отношений на уровне посольств.

## Список послов
| Срок полномочий                    | Посол                         | Годы жизни | Вручение верительных грамот |
| ---------------------------------- | ----------------------------- | ---------- | --------------------------- |
| СССР                               |                               |            |                             |
| 1 ноября 1966 — 24 мая 1972        | Евгений Иванович Афанасенко   | 1914—1993  | 4 января 1967               |
| 2 июня 1972 — 19 мая 1978          | Григорий Васильевич Жиляков   | 1913—1991  | 21 июля 1972                |
| 19 мая 1978 — 17 ноября 1984       | Геннадий Васильевич Рыков     | 1924—2003  | 7 июня 1978                 |
| 17 ноября 1984 — 23 августа 1990   | Геннадий Дмитриевич Соколов   | 1927—1991  | 8 января 1985               |
| 23 августа 1990 — 25 декабря 1991  | Пётр Васильевич Комендант     | род. 1932  |                             |
| Российская Федерация               |                               |            |                             |
| 25 декабря 1991 — 11 января 1994   | Пётр Васильевич Комендант     | род. 1932  |                             |
| 11 января 1994 — 28 июля 1998      | Анатолий Павлович Смирнов     | род. 1945  |                             |
| 28 июля 1998 — 17 сентября 2002    | Станислав Анварович Ахмедов   | род. 1952  |                             |
| 17 сентября 2002 — 20 декабря 2006 | Алексей Гайкович Дульян       | род. 1947  |                             |
| 20 декабря 2006 — 22 мая 2013      | Миргаяс Миргаясович Ширинский | 1954—2017  |                             |
| 22 мая 2013 — 31 октября 2017      | Андрей Владимирович Поляков   | 1950—2021  |                             |
| 14 марта 2018 — 14 июня 2024       | Карэн Драстаматович Чальян    | род. 1955  | 2 июня 2018                 |
| 14 июня 2024 — настоящее время     | Александр Дмитриевич Поляков  | род. 1959  | 28 августа 2024             |